# Celoma enterocélico
A mesoderme forma-se a partir de duas bolsas celomicas ou evaginações que se esboçam no arquêntero da gástrula, portanto, a partir da endoderme.
Durante a gastrulação ocorre uma migração de células épiblasticas, através do sulco primitivo, para o espáço virtual entreo o epiblasto e o hipoblasto, formando a mesoderme intra embrionária. Ocorre também uma invasão do hipoblasto por células mesoblásticas e consequente deslocação lateral das células hipoblasticas - forma-se a endoderme embrionária.
As restantes células epiblasticas que não migraram vão constituir a ectoderme embrionária.
Podemos então concluir que todos os 3 folhetos embrionários têm origem epiblástica.